# Стасін (гміна Войцехув)
Стасін (пол. Stasin) — село в Польщі, у гміні Войцехув Люблінського повіту Люблінського воєводства.
Населення — 190 осіб (2011).
У 1975-1998 роках село належало до Люблінського воєводства.

## Демографія
Демографічна структура станом на 31 березня 2011 року:
|          | Загалом | Допрацездатний вік | Працездатний вік | Постпрацездатний вік |
| -------- | ------- | ------------------ | ---------------- | -------------------- |
| Чоловіки | 97      | 20                 | 70               | 7                    |
| Жінки    | 93      | 17                 | 58               | 18                   |
| Разом    | 190     | 37                 | 128              | 25                   |